# Калосо
Калосо (итал. Calosso) је насеље у Италији у округу Асти, региону Пијемонт.
Према процени из 2011. у насељу је живело 224 становника. Насеље се налази на надморској висини од 390 м.

## Становништво
| 1936. | 1951. | 1961. | 1971. | 1981. | 1991. | 2001. | 2011. |
| ----- | ----- | ----- | ----- | ----- | ----- | ----- | ----- |
| 2.821 | 2.412 | 2.202 | 1.846 | 1.535 | 1.356 | 1.264 | 1.331 |